# Dorian Terrier
Pour les articles homonymes, voir Terrier.
Dorian Terrier, né le 28 septembre 2000, est un cavalier de voltige français.

## Carrière
Aux Championnats du monde 2022, il est médaillé d'or en Coupe des nations et médaillé d'argent en voltige par équipes,.
Il réitère les mêmes performances en 2024 aux championnats du monde à Berne. Argent en équipe et vainqueur de la coupe des nations.